# 가치관
가치관(價値觀)은 가치에 대한 관점을 말한다. 가치 의식이라고도 한다.
가치관은 사회사상과 일상생활의 의식의 결합 속에서 형성되며, 그 개념은 두 가지의 측면을 내포한다. 첫째는 그것은 어떠한 행위가 옳고 어떠한 행위가 틀린 것이냐 하는 도덕적 판단의 기준이다. 둘째는 어떠한 상태가 행복하고, 어떠한 상태가 불행한가를 판단하는 가치관이다. 양자는 서로 함께 생활이나 행동을 판가름하는 기준이 된다.
선악(善惡)의 판단은 현대에서 입장을 달리하는데 따라서 아주 역전(逆轉)하기도 하는 것이어서 좋고 나쁜 것을 확실하게 가릴 수 있는 권위 있는 존재는 찾을 수 없다. 이러한 상황 속에서 사람들은 다만 ‘나’의 행복이라는 측면에서만 생활의 기준을 찾게 된다. 그러나 사회와의 결합관계를 잃은 가운데서 구하는 이 기준은 불안정한 것이고, 그만큼 한편에서는 사람들을 계속 불안으로 몰고 가는 원인이 되기도 한다.

## 같이 보기
- 태도
- 가치론
- 헤이르트 호프스테더
- 도구적 가치와 본래적 가치
- 문화간 의사소통
- 삶의 의미
- 파이데이아
- 가치판단
- 세계 가치관 조사